# حصانة رجال الدين
حصانة رجال الدين في القانون الإنجليزي كانت في الأصل بندًا يمكن بموجبه لرجال الدين المتهمين بارتكاب جريمة أن يزعموا أنهم كانوا خارج نطاق اختصاص المحاكم العلمانية وأن تجري محاكمتهم بدلاً من ذلك في محكمة كنسية بموجب القانون الكنسي. كانت المحاكم الكنسية عمومًا أكثر تساهلاً في محاكماتها وعقوباتها وانحيازها لرجال الدين في الدعاوي والمرافعات.